# Mattenschanze
Mattenschanze (svenska: Mattenbacken)var en backhoppsanläggning i Gstaad i Schweiz. Största backen byggdes 1916 och hade K-punkt 88 meter. Backstorleken (Hill Size) var 92 meter. Anläggningen bestod dessutom av fyra mindre backar (K60, K40, K30 och K15). I perioden 1980 till 1990 arrangerades världscupdeltävlingar i Mattenschanze. Stora backen användes i schweiziska backhopparveckan. Sista tävling i Mattenschanze arrangerades 1992. Backanläggningen revs våren 2008.

## Historia
Backhoppstävlingar i Gstaad arrangerades redan 1910. Första backen i Matten nära Eggli i Gstaad byggdes 1916. Backen ombyggdes och moderniserades 1932, 1959, 1966 och 1972. I perioden 1946 till 1966 arrangerades Montgomery Cup (uppkallad efter brittiske fältmarskalken Bernard Law Montgomery i Mattenschanze. Schweiziska backhopparveckan arrangerades i Mattenschanze (och i Olympiaschanze i St. Moritz och Gross-Titlis-Schanze i Engelberg) i perioden 1967 till 1990. 6 världscupdeltävlingar arrangerades i Mattenschanze från 1980 till 1990. Sista tävlingen avhölls i backen 1992. Backarna var i dåligt skick och försök att rekonstruera de tre största backarna år 2000 misslyckades. Backanläggningen revs 2008.

## Backrekord
Sista officiella backrekordet i Mattenschanze (K88) sattes av Ernst Vettori från Österrike då han hoppade 92 meter i en deltävling i världscupen 21 februari 1986.

## Världscuptävlingar i Mattenschanze
| Datum            | Vinnare                        | Andra plats                    | Tredje plats                   |
| ---------------- | ------------------------------ | ------------------------------ | ------------------------------ |
| 29 februari 1980 | Hansjörg Sumi, Schweiz         | Roger Ruud, Norge              | Hubert Neuper, Österrike       |
| 23 januari 1981  | Johan Sætre, Norge             | Armin Kogler, Österrike        | Roger Ruud, Norge              |
| 28 januari 1983  | Horst Bulau, Kanada            | Roger Ruud, Norge              | Ernst Vettori, Österrike       |
| 15 februari 1985 | Inställd på grund av snöoväder | Inställd på grund av snöoväder | Inställd på grund av snöoväder |
| 21 februari 1986 | Ernst Vettori, Österrike       | Rolf Åge Berg, Norge           | Matti Nykänen, Finland         |
| 22 januari 1988  | Pavel Ploc, Tjeckoslovakien    | Miran Tepeš, Jugoslavien       | Jens Weissflog, Östtyskland    |
| 9 februari 1990  | František Jež, Tjeckoslovakien | Miran Tepeš, Jugoslavien       | Ari-Pekka Nikkola, Finland     |